# Tørres Snørtevold
Tørres Snørtevold è un film del 1940, diretto da Tancred Ibsen, con Alfred Maurstad e Folkman Schaanning, liberamente tratto dal romanzo Jacob di Alexander Kielland. 

## Trama
Krøger, un imprenditore senza scrupoli, speculando sulla situazione debitoria della famiglia di Tørres Snørtevold, riesce ad impadronirsi della sua casa nella campagna norvegese. Tørres decide allora di trasferirsi in città, convinto che solo i cittadini possono diventare ricchi.
Tørres inizia col farsi assumere come commesso nel negozio di tessuti diretto da Anton Jessen, la cui proprietaria è la signora Knudsen, principale concorrente proprio di Krøger, che ha un'attività commerciale analoga, ed è l'uomo più in vista della città. In breve tempo Tørres, grazie alla sua capacità manageriale riesce a fare carriera, e con operazioni bancarie e finanziarie acquista gradualmente ricchezza e potere, riuscendo anche a combinare imprese e matrimoni, con l'aiuto di Bertha, una cameriera, anch'essa di origini campagnole.
Alla fine, Krøger è addirittura disposto ad accettare, per motivi economici, il possibile matrimonio di sua figlia Julie, fidanzata con un tenente, con Tørres. Ad un banchetto in onore di Tørres, che ormai è diventato un magnate cittadino, egli tuttavia annuncia il proprio prossimo matrimonio con Bertha.